# NGC 2139
NGC 2139  è una galassia a spirale barrata situata nella costellazione della Lepre, a una distanza di circa 93 milioni di anni luce dalla nostra Via Lattea.

## Scoperta
La galassia è stata scoperta il 17 novembre 1784 dall'astronomo britannico di origine tedesca William Herschel. 
Il 1 dicembre 1897, la galassia venne nuovamente osservata dallo statunitense Lewis Swift e la sua descrizione (con coordinate leggermente diverse da quelle di Herschel) è stata inserita nell'Index Catalogue con il codice IC 2154.

## Descrizione
NGC 2139 ha una classe di luminosità III-IV e presenta una larga riga a 21 cm dell'idrogeno neutro.
Nella galassia sono presenti anche regioni di idrogeno ionizzato.

## Morfologia
NGC 2139 è stata utilizzata da Gérard de Vaucouleurs come esempio di galassia del tipo morfologico SB(s)d nel suo atlante delle galassie.

## Supernova
Il 29 settembre 1999, all'interno di NGC 2139 è stata scoperta la supernova SN 1995ad dall'astronomo amatoriale australiano Robert Evans. La supernova è stata classificata di tipo II.